# Thomas Denman
Pour les articles homonymes, voir Denman.
Thomas Denman (16 novembre 1874 – 24 juin 1954), 3e baron Denman, est un homme politique britannique du parti libéral qui est le cinquième gouverneur général d'Australie.

## Biographie
Il est né à Londres et est le fils de Thomas Denman , un greffier. Thomas Denman Président de la Haute Cour d'Angleterre et du Pays de Galles, est son arrière-grand-père. Il fait ses études à l'Académie royale militaire de Sandhurst en vue de faire carrière dans l'armée. Il hérite du titre de noblesse de son grand-oncle Thomas Aitchison-Denman (2e baron Denman) et peut occuper son siège à la Chambre des lords l'année suivante pour ses 21 ans. Il a peu d'argent jusqu'en 1903, quand il épouse Gertrude Pearson, fille du riche industriel Weetman Pearson. Denman a alors les moyens de se consacrer à la politique et participe aux gouvernements libéraux de 1905 à 1915 de Sir Henry Campbell-Bannerman puis de H. H. Asquith comme Lord-in-Waiting (chef de file gouvernemental de la Chambre des lords) de 1905 à 1907 puis comme Captain of the Honourable Corps of Gentlemen-at-Arms (chef des Lords in waiting de la Chambre des lords) entre 1907 et 1911. Il est nommé au Conseil Privé du Roi en 1907. Il semble que le Ministre des Colonies lui ait offert le poste de gouverneur général d'Australie pour l'éloigner de la politique.
La famille Denman arrive à Sydney en juillet 1911. Ils y trouvent un gouvernement travailliste conduit par Andrew Fisher bien installé. Il s'entend bien avec le gouvernement travailliste, sa modestie, sa générosité grâce à l'argent de son beau-père le rendent très populaire dans la population.
Mais Denman trouve qu'il a moins d'influence politique que ses prédécesseurs. Comme l'Australie a atteint sa maturité politique, le Premier ministre correspond directement avec son homologue britannique, court-circuitant le gouverneur général et le Ministre des Colonies. La nomination d'un ambassadeur ("High Commissioner") australien à Londres diminue encore plus son rôle politique.
En juin 1913 le gouvernement travailliste est battu à la surprise générale par les libéraux de Joseph Cook. Mais le parti travailliste garde le contrôle du Sénat et est décidé à mettre des bâtons dans les roues du nouveau gouvernement. Début 1914 une crise politique commence à se développer.
Denman est en mauvaise santé - il est allergique au mimosa, la plante emblématique de l'Australie et sa femme souffre d'être aussi loin de chez elle, aussi il démissionne de son poste en mai 1914. De retour en Angleterre, il reste fidèle à son parti et à son chef, il n'occupe plus jamais de poste et mena une vie tranquille jusqu'à sa mort en 1954.